# Aires Barbosa
Aires de Figueiredo Barbosa, ou simplesmente Aires Barbosa, (Aveiro, ca.1460 — Esgueira, Aveiro 1540) foi um humanista, pensador e pedagogo português.

## Biografia
Aires Barbosa nasceu em Aveiro cerca do ano de 1460.
Foi um excelente poeta e um dos mais destacados continuadores da tradição enciclopédica inspirada em autores como Lorenzo Valla ou Policiano.
Recebeu formação em Salamanca e, posteriormente, em Florência, onde foi discípulo de Policiano. De regresso a Salamanca, gozou do mecenato do mestre de Alcántara, Juan de Zúñita, e concebeu juntamente com Nebrija um novo e revolucionário método de ensino. Especialista em línguas latina e grega, Aires Barbosa inaugurou em 1495 a cátedra de grego da Universidade de Salamanca, onde chegou a publicar onze gramáticas de grego.
Também na Universidade de Salamanca ensinou Gramática e Retórica. Juntamente com o castelhano Juan de Brocar, Barbosa foi um grande defensor da Gramática de Nebrija.
Aires Barbosa morreu, em Esgueira, em 1540.